# Gluviinae
Sous-famille
Les Gluviinae sont une sous-famille de solifuges de la famille des Daesiidae.

## Distribution
Les espèces de cette sous-famille se rencontrent en Espagne, au Portugal, en Namibie, en Somalie, en Iran et en Afghanistan.

## Liste des genres
Selon Solifuges of the World (version 1.0) :
- Eberlanzia Roewer, 1941
- Gluvia C.L. Koch, 1842
- Gluviola Roewer, 1933
- Haarlovina Lawrence, 1956
- Mumaella Harvey, 2002

## Publication originale
- Roewer, 1933 : Solifuga, Palpigrada. Dr. H.G. Bronn's Klassen und Ordnungen des Thier-Reichs, wissenschaftlich dargestellt in Wort und Bild. Akademische Verlagsgesellschaft M. B. H., Leipzig. Fünfter Band: Arthropoda; IV. Abeitlung: Arachnoidea und kleinere ihnen nahegestellte Arthropodengruppen, vol. 2/3, p. 161–480 (texte intégral).